# Кротов, Яков Гаврилович
Я́ков Гаври́лович Кро́тов (род. 31 мая 1957, Москва, СССР) — российский религиозный деятель и публицист. Священник Апостольской православной церкви (2002—2007), Харьковско-Полтавской епархии УАПЦ (обновлённой) (2007—2020), Херсонской епархии Православной церкви Украины (с декабря 2020).

## Биография
Родился 31 мая 1957 года в Москве. По национальности — русский еврей.
Окончил вечернее отделение исторического факультета МГУ.
Брат — писатель Виктор Кротов. Племянник — путешественник Антон Кротов.

## Публицистическая деятельность
Печатался в 1991—1999 годах в газетах и журналах, которые после 1999 года были закрыты либо радикально изменили редакционную политику: «Московские новости», «Итоги», «Общая газета». В 1991—1998 годах вёл церковную рубрику в московской газете «Куранты», первую такого рода в столичной прессе.
В 1997 года создал сайт krotov.info (позже преобразован в yakov.works), где помещает собственные тексты — очерки об истории человечества («Богочеловеческая история») и о христианской вере, а также справочно-библиографические материалы по истории и религии.
В 1997—2003 годах вёл радиопередачи на «Радиоцеркви» (ныне «Радио Теос»). В 1997—2019 годах вёл программу «С христианской точки зрения» на радио «Свобода».
Автор эссе «Легче натуралу в игольное ушко…» в гей-журнале «Квир».

## Религиозная деятельность
Крещён в 1974 году протоиереем Александром Менем, им же венчан и был в его приходе до гибели последнего.
В 1991—1995 годах был внештатным катехизатором и алтарником в церкви Святых Космы и Дамиана в Шубине (Москва), настоятель которого священник Александр Борисов был учеником Александра Меня.
В 1996—2002 годах был одним из организаторов и членов межконфессиональной общины, объединившей православных и католиков, в которой по византийскому обряду совершал службы католический священник Стефано Каприо.
После того как Стефано Каприо в 2002 году было отказано во въезде в Россию, Кротов перешёл в Апостольскую православную церковь.
3 ноября 2002 года в храме Святых Новомучеников и Святого Александра Меня (Малый Кисловский переулок, дом 7, строение 1) митрополитом Коломенским и Русским Апостольской православной церкви Виталием (Кужеватовым) был рукоположён в сан диакона, а 10 ноября — в сан священника. Создал общину во имя Сошествия Святого Духа на апостолов и являлся её настоятелем. В январе 2007 года получил отпускную грамоту от Кужеватова на выход из клира Апостольской православной церкви, будучи вместе с общиной несогласным со введением в этой конфессии женатого епископата, о чём ранее опубликовал открытое письмо. Ему ответил епископ Апостольской православной церкви Сергий Савиных.
14 марта 2007 года указом архиепископа Игоря (Исиченко) был принят в число клириков Харьковско-Полтавской епархии Украинской автокефальной православной церкви (УАПЦ). Вслед за ним в юрисдикцию Харьковско-Полтавской епархии перешла и община.
В начале декабря 2020 года сообщил о своём переходе в клир кафедрального Сретенского собора Херсонской епархии Православной церкви Украины, куда был принят лично и без прихода, «физически оставаясь при этом в Москве».

## Оценки деятельности

### Положительные
Правозащитница Валерия Новодворская, которая была прихожанкой Кротова, охарактеризовала его как «настоящего священника», которого Русская православная церковь загнала на частную квартиру; по её мнению, «духовный отец Яков Кротов <…> вполне тянет на апостола по уровню и по святости, и именно такими я представляю себе св. Андрея и евангелиста Матфея. Вера — талант, и как раз о. Яков Кротов и <…> могли бы христианизировать Россию».

### Критика
- Профессор Православного Свято-Тихоновского гуманитарного университета Александр Дворкин в открытом письме главному редактору «Известий» заявил, что Яков Кротов, с точки зрения РПЦ, не является священником, а лишь публицистом, в связи с чем подавать опубликованное им в связи с судом над Григорием Грабовым мнение, защищающее деятельность последнего, как мнение священника, недопустимо[13][14][15].
- Протодиакон Андрей Кураев охарактеризовал Кротова как «перешедшего в унию, а затем и просто в секту», активно критикуя его публицистику по религиозным вопросам[16]. Резкой критике со стороны Кураева подверглась и публицистика Кротова по общественно-политическим вопросам: так, Кураева возмутила фраза Кротова «зверства русской армии в Чечне свидетельствуют о безнравственности русского народа»[17].

## Статьи, интервью
- эссе «Легче натуралу в игольное ушко…» // гей-журнал «Квир» № 7/8 (36/37) (июль/август 2006)
- «Масло безмасляное», Грани.ру, 24.12.2008
- «Предстоятель перед Богом» — Статья на смерть Алексия II, Грани.ру, 05.12.2008
- «Овцы пишут людям», Грани.ру, 15.09.2008
- «Милитаризм расходный и доходный», Грани.ру, 21.08.2008
- «За нашу и не нашу свободу!» — Радио «Свобода», 2.07.2008
- Видеоинтервью Я. Кротова, «Грани-ТВ», 15.02.2008
- Холст внушаемости. Из переписки с о. Яковом Кротовым. Levi Street. Архивировано из оригинала 8 марта 2016 года.
- Покаяние и революция. Участники беседы: Яков Кротов, Борис Колымагин, Елена Волкова (8 апреля 2017 года)
- Книга «Христианства». В 2019 году Яков Кротов выпустил (в электронном виде) книгу «Христианства» (500 страниц)